# Laguna (Califòrnia)
Laguna és una concentració de població designada pel cens dels Estats Units a l'estat de Califòrnia. Segons el cens del 2000 tenia 34.309 habitants.

## Demografia
Segons el cens del 2000, Laguna tenia 34.309 habitants, 11.314 habitatges, i 9.153 famílies. La densitat de població era de 1.965,4 habitants/km².
Dels 11.314 habitatges en un 52% hi vivien nens de menys de 18 anys, en un 64,8% hi vivien parelles casades, en un 11,8% dones solteres, i en un 19,1% no eren unitats familiars. En el 14,6% dels habitatges hi vivien persones soles l'1,9% de les quals corresponia a persones de 65 anys o més que vivien soles. El nombre mitjà de persones vivint en cada habitatge era de 3,03 i el nombre mitjà de persones que vivien en cada família era de 3,38.
Per edats la població es repartia de la següent manera: un 33,8% tenia menys de 18 anys, un 5,9% entre 18 i 24, un 37,8% entre 25 i 44, un 17,8% de 45 a 60 i un 4,6% 65 anys o més.
L'edat mediana era de 32 anys. Per cada 100 dones de 18 o més anys hi havia 89,4 homes.
La renda mediana per habitatge era de 67.447 $ i la renda mediana per família de 70.804 $. Els homes tenien una renda mediana de 51.604 $ mentre que les dones 40.895 $. La renda per capita de la població era de 25.280 $. Entorn del 3,4% de les famílies i el 4,3% de la població estaven per davall del llindar de pobresa.

## Poblacions més properes
El següent diagrama mostra les poblacions més properes.